# ANY LOVE
「ANY LOVE」（エニー・ラブ）はMISIAの17枚目のシングルである。2007年7月4日発売。発売元はBMG JAPAN。

## 概要
前作「Sea of Dreams 〜Tokyo DisneySea 5th Anniversary Theme Song〜」から約1年ぶりのリリース。
DVD付きの初回限定盤（1,575円）とCDのみの通常盤（1,050円）の2種類がある。
2001年までに所属していた前レコード会社のBMG JAPAN復帰第1弾シングル。
「そばにいて...」はコーセー「雪肌精」（松嶋菜々子CM出演）CMソング。引き続き2008年に「Yes Forever」、2009年に「いつまでも」が同CMのタイアップ曲としてオンエアされた。
ライブDVD/Blu-ray『THE TOUR OF MISIA 2007 ASCENSION』と同時発売。
2007年にアルバム『MISIA Love & Ballads 〜The Best Ballade Collection〜』のアジア盤『米希亞2007亞洲初登場超級紀念盤 MISIA 2007 ASIA SUPER BEST ALBUM』ではDISC 2として同梱されている。初回限定盤のDVD収録映像はCD-EXTRAになった。

## 収録曲

### CD
1. ANY LOVE [5:02]
作詞：MISIA／作曲・編曲：Sinkiroh
  - テレビ東京系『JAPAN COUNTDOWN』エンディングテーマ
2. そばにいて... [4:58]
作詞：MISIA／作曲：Sinkiroh／編曲：重実徹
  - コーセー「雪肌精」CMソング

### DVD
1. ANY LOVE (Video Clip)
2. 太陽のマライカ (ドキュメンタリー)
  - ナイロビで撮り下ろされたドキュメンタリー映像。BGMは2008年1月9日発売の8thアルバム『EIGHTH WORLD』収録曲「太陽のマライカ」のピアノ・バージョン。このアレンジはライブDVD『星空のライヴIV CLASSICS + FILM OF MISIA IN KIBERA SLUM』の初回盤同梱CDにオリジナル、インストゥルメンタルとともに収録されている。